# High Speed 1
High Speed 1 è il nome di una linea ferroviaria ad alta velocità che collega la stazione di London St Pancras con il Tunnel della Manica.

## Storia
Fin dall'apertura del tunnel della Manica, nel 1994, il collegamento ferroviario da parte francese con la capitale rispondeva ai requisiti per l'alta velocità ferroviaria. Viceversa da parte inglese si era costruita una ferrovia tradizionale. A causa di questa differenza progettuale delle due sezioni di ferrovia i treni Eurostar viaggiavano a 300 km/h in territorio francese (potendo collegandosi alla rete veloce belga dal 1997) per poi limitarsi a 160 km/h nel Regno Unito; dove si scelse di utilizzare dei binari già esistenti connettendoli al tunnel invece di costruire una linea nuova. La tratta ferroviaria britannica, oltre che obsoleta, veniva condivisa con i treni locali ed il traffico pendolare, limitando fortemente le possibilità di collegamenti internazionali a causa dei problemi di congestione del traffico ferroviario sulla linea.
La scelta di connettere al tunnel una linea esistente si rivelò ben presto errata a causa della ridotta capacità e sia il governo che l'opinione pubblica cominciarono a riconsiderare l'ipotesi di costruire una linea tecnologicamente avanzata per il collegamento col continente. La costruzione della nuova ferrovia fu autorizzata dal parlamento con una apposita legge del 1996,, volontà successivamente ribadita con un'altra legge del 2008.
La London and Continental Railways (LCR) fu scelta dal governo nel 1996 per costruire la linea e ristrutturare la stazione di St Pancras, rendendola idonea a diventare il capolinea di un collegamento internazionale; la stessa società venne anche incaricata di prendere in mano la gestione della quota inglese dei treni Eurostar. La LCR era un consorzio formato da diverse aziende (National Express Group, Virgin Group, S. G. Warburg & Co, Bechtel e London Electric). Dopo l'apertura della linea prese il nome di High Speed 1.
Il costo di costruzione è stato di 80 milioni di sterline per ogni miglio di ferrovia, sensibilmente maggiore rispetto a progetti simili in altri paesi; per esempio in Francia la ferrovia alta velocità tra Parigi e Strasburgo, completata nel 2007, è costata l'equivalente dell'epoca di 22 milioni di sterline per miglio.
Nel novembre 2010 l'intera linea fu data in concessione trentennale ad un consorzio formato da due aziende di investimento di fondi pensione canadesi: la Ontario Municipal Employees Retirement System (tramite la controllata Borealis Infrastructure) e la Ontario Teachers' Pension Plan. All'epoca, d'altronde, gli investitori pensionistici britannici avevano generalmente un interesse limitato per questi "asset infrastrutturali" a lungo termine e illiquidi.
Nel 2017 è stata annunciata la vendita della linea a fondi consigliati e gestiti da InfraRed Capital Partners e Equitix Investment Management; tra i partecipanti figurano HICL Infrastructure e il National Pension Service della Corea del Sud.

## Caratteristiche
L'intera tratta viene manutenuta dal Deposito di Manutenzione dell'Infrastruttura di Singlewell.

### Armamento e segnalamento
Sia i binari che la tecnologia di segnalazione (TVM-430 + KVB) sono basati o identici agli standard utilizzati sulle linee ad alta velocità francesi; in particolare, le tratte intorno a St Pancras e intorno a Parigi Nord utilizzano il sistema di segnalazione a luce colorata e KVB, mentre le restanti tratte della linea (nonché la prosecuzione della stessa verso il continente, con il Tunnel della Manica e con la LGV Nord) utilizzano il sistema TVM-430.
Il traffico tra Londra e il Tunnel sotto la Manica è controllato dal centro di segnalamento di Ashford. Le prove di segnalamento prima dell'apertura sono state effettuate dalla vettura di prova "Lucie", di proprietà della SNCF.
I binari sono a scartamento standard di 1,435 mm, con un'autorizzazione per una più ampia e moderna sagoma limite, di tipo GC che consente il trasporto merci con tale sagoma fino all'altezza dei cantieri di Barking. La linea è interamente elettrificata con linee aeree con elettrificazione ferroviaria a 25 kV in corrente alternata.

## Percorso
|  |  | Continuation backward |

|  | Unknown route-map component "CONTg@Gq" | Unknown route-map component "ABZg+r" |

|  |  | Unknown route-map component "STR+l" | Unknown route-map component "KRZo" | Unknown route-map component "CONTfq" |

| Unknown route-map component "lGRZa" + Unknown route-map component "KBHFaq" | Unknown route-map component "ABZr+r" | Straight track |

| Unknown route-map component "lGRZ" + Unknown route-map component "WALK" | Junction both to and from left | Unknown route-map component "ABZgr" |

| Unknown route-map component "lGRZ" + Head station | Straight track | Straight track |

|  | One way leftward | Unknown route-map component "KRZol" | Unknown route-map component "KRZo" | Unknown route-map component "CONTfq" |

|  | Unknown route-map component "tSTRa" | Unknown route-map component "kLLSTR3" |

|  | Unknown route-map component "tSTRe" | Unknown route-map component "CONTl+f" |

|  |  | Straight track | Unknown route-map component "ABZg+l" | Unknown route-map component "KDSTeq" |

| Unknown route-map component "uKXBHFa-L" | Unknown route-map component "eXBHF-R" | Enter and exit short tunnel |

| Urban straight track | Unknown route-map component "ABZgl" | One way rightward |

| Unknown route-map component "uCONT3+g" | Straight track |  |

| Enter and exit tunnel |

| Unknown route-map component "CONTgq" | Unknown route-map component "ABZg+r" |  |

| Unknown route-map component "hKRZWae" |

| Unknown route-map component "CONTgq" | Unknown route-map component "KRZo" | Unknown route-map component "CONTfq" |

| Unknown route-map component "SKRZ-Ro" |

| Enter and exit tunnel + Transverse water |

| Station on track |

|  | Unknown route-map component "ABZgl" | Unknown route-map component "CONTfq" |

| Unknown route-map component "CONTr+f" | Straight track |  |

| Unknown route-map component "ABZgl" | Unknown route-map component "ABZg+r" |  |

| Unknown route-map component "LSTR" | Straight track |  |

| Unknown route-map component "LSTR" | Unknown route-map component "hSTRa@g" |  |

| One way leftward | Unknown route-map component "hKRZ" | Unknown route-map component "CONTfq" |

| Unknown route-map component "CONTgq" | Unknown route-map component "hKRZ" | Unknown route-map component "CONTfq" |

| Unknown route-map component "hKRZWe" |

| Enter and exit short tunnel |

| Unknown route-map component "tSTRa@f" |

| Unknown route-map component "STR+l" | Unknown route-map component "tKRZ" | Unknown route-map component "ABZq+l" + Unknown route-map component "lCONTf@Fq" |

| Unknown route-map component "CONTgq" | Unknown route-map component "ABZg+lr" | Unknown route-map component "tABZglr" | Unknown route-map component "ABZg+r" |  |

| Unknown route-map component "ABZg+l" | Unknown route-map component "tKRZ" | One way rightward |

|  | Station on track | Unknown route-map component "tSTRe" |  |  |

| Unknown route-map component "CONTgq" | Unknown route-map component "ABZgr" | Unknown route-map component "hSTRa@g" |  |  |

|  | Straight track | Elevated | Non-passenger head station |  |

|  | Unknown route-map component "ABZgl" | Unknown route-map component "hKRZ" | Unknown route-map component "ABZql" | Unknown route-map component "CONTfq" |

|  | Unknown route-map component "ABZgl" | Unknown route-map component "hKRZ" | Unknown route-map component "STR+r" |  |

|  | Straight track | Unknown route-map component "hSTRe@f" | One way forward |  |

|  | Unknown route-map component "ABZgl" | Unknown route-map component "ABZg+lr" | One way rightward |  |

|  | Unknown route-map component "LSTR" | Straight track |  |  |

|  | Unknown route-map component "tSTRa" | Unknown route-map component "ABZgl" | Unknown route-map component "STR+r" |  |

|  | Unknown route-map component "tSTR2u" | Unknown route-map component "STR3" | Unknown route-map component "eSPLa" |  |

|  | Unknown route-map component "STR+1" | Unknown route-map component "STR+4u" | Unknown route-map component "evSTR" |  |

| Unknown route-map component "CONTgq" | Unknown route-map component "KRZo" | Unknown route-map component "ABZgr" | Unknown route-map component "evSTR" |  |

|  | Straight track | Unknown route-map component "eABZg+l" | Unknown route-map component "evSTRr-SHI1r" |  |

|  | One way backward | Non-passenger station/depot on track | One way forward |  |

|  | One way leftward | Unknown route-map component "ABZg+lr" | One way rightward |  |

|  |  | Unknown route-map component "SKRZ-Bo" |

|  |  | Unknown route-map component "CONTf@F" |

L'intero percorso fu pianificato come un unico progetto, ma a causa di difficoltà finanziarie nel 1998 si scelse di dividere la costruzione in due fasi.

### Sezione 1
I lavori per la prima parte della linea iniziarono il 5 ottobre 1998. La Sezione 1 fu aperta il 28 settembre 2003, è lunga 74 km e collega il Tunnel all'interconnessione di Fawkham, nel nord del Kent ed è progettata per una velocità massima di 300 km/h. La sua ultimazione ha permesso un primo taglio dei tempi di percorrenza da Londra a Parigi di 21 minuti arrivando a 2 ore e 35 minuti. Le opere più importanti della linea solo il Viadotto di Medway e il North Downs Tunnel. Durante i test di preesercizio un treno di prova stabilì il record nazionale di velocità su rotaia arrivando a 334,7 km/h.

### Sezione 2
La Sezione 2 ha aperto i battenti il 14 novembre 2007 ed è lunga 39,4 km. Il tratto collega la nuova stazione di Ebbsfleet alla stazione di Londra St Pancras ad una velocità massima di 230 km/h. Questa nuova linea ha permesso un ulteriore taglio dei tempi di percorrenza di ulteriori 20 minuti, abbassando così il tempo necessario a viaggiare da Londra a Parigi a 2 ore e 15 e il tempo tra Londra e Bruxelles in 1 ora e 51.
La ferrovia inizia con un tunnel lungo 2,5 km che passa al di sotto del Tamigi per proseguire assieme alla ferrovia Londra-Tilbury-Southend fino a Dagenham. Qui entra in un tunnel lungo 19 km (in gran parte situato alla North London Line per poi emergere in prossimità della stazione di termine corsa.